# Wołmontowicze
Wołmontowicze, Wołmany (lit. Valmančiai) – wieś (przysiółek) na Litwie, w okręgu szawelskim, w rejonie radziwiliskim.

## Geografia
Miejscowość położona ok. 4 km na południe od Pacuneli, ok. 15 km na południowy wschód od Bejsagoły, ok. 31 km na południowy zachód od Poniewieża.

## Historia
W okresie Rzeczypospolitej Obojga Narodów Wołmontowicze były okolicą szlachecką na terenie Laudy, w parafii Bejsagoła. Po III rozbiorze znalazły się w granicach zaboru rosyjskiego – powiat poniewieski guberni kowieńskiej. Po I wojnie światowej miejscowość znalazła się w granicach odrodzonej Litwy.
We wsi urodził się Aleksander Domaszewicz.

## Wołmontowicze w kulturze
Wołmontowicze jako zaścianek szlachty laudańskiej pojawiają się w „Potopie” Henryka Sienkiewicza. Opisane zostały jako miejscowość zamieszkana przez ród Butrymów należący do szlachty zaściankowej:

W Wołmontowiczach, na dobrej glebie roili się Butrymowie, największe chłopy z całej Laudy, słynni z małomówności i ciężkiej ręki, którzy czasu sejmików, najazdu lub wojen, murem w milczeniu iść zwykli.

W połowie drogi między Wołmontowiczami i Mitrunami, w karczmie Doły, doszło do awantury pomiędzy wracającymi z kościoła Butrymami a osławionymi oficerami Andrzeja Kmicica. W wyniku starcia zabici zostali kompani chorążego orszańskiego. W zemście za to Kmicic spalił Wołmontowicze. Dwa lata później, już po swojej przemianie w trakcie potopu szwedzkiego, Kmicic (Babinicz) ocalił odbudowane Wołmontowicze przed oddziałem Sakowicza i Szwedami obersztera Hamiltona.
Dekoracje przedstawiające Sienkiewiczowskie Wołmontowicze dla potrzeb filmu Jerzego Hoffmana zbudowano pod Mińskiem.

Spalenie Wołmontowicz jest głównym motywem refrenu piosenki Jacka Kaczmarskiego „Pan Kmicic”:

Hej, kto szlachta – za Kmicicem!

Hajda na Wołmontowicze

Stworzenie Sienkiewiczowskiej wsi Wołmontowicze przewiduje koncepcja Parku Historycznego „Trylogia” w Mielniku.